# Benahavís
Benahavís é um município da Espanha na província de Málaga, comunidade autónoma da Andaluzia, de área 145 km² com população de 3253 habitantes (2007) e densidade populacional de 22,43 hab./km².

## Demografia
| Variação demográfica do município entre 1991 e 2004 | Variação demográfica do município entre 1991 e 2004 | Variação demográfica do município entre 1991 e 2004 | Variação demográfica do município entre 1991 e 2004 |
| --------------------------------------------------- | --------------------------------------------------- | --------------------------------------------------- | --------------------------------------------------- |
| 1991                                                | 1996                                                | 2001                                                | 2004                                                |
| 1333                                                | 1721                                                | 1513                                                | 2265                                                |